# Corée du Sud aux Jeux olympiques d'hiver de 1968
Cet article contient des informations sur la participation et les résultats de la Corée du Sud aux Jeux olympiques d'hiver de 1968, qui ont eu lieu à Grenoble en France. 

## Résultats

### Patinage artistique
| Athlète         | FI | PL | Points | Places | Rang |
| --------------- | -- | -- | ------ | ------ | ---- |
| Lee Kwang-Young | 28 | 28 | 1360,3 | 250    | 28   |

| Athlète       | FI | PL | Points | Places | Rang |
| ------------- | -- | -- | ------ | ------ | ---- |
| Hyun-Joo Lee  | 30 | 30 | 1359,9 | 271    | 30   |
| Hae-Kyung Kim | 32 | 31 | 1336,2 | 277    | 31   |

### Patinage de vitesse
| Athlète     | Épreuve | Temps        | Rang |
| ----------- | ------- | ------------ | ---- |
| Lee Ik-Hwan | 1 500 m | 2 min 17 s 5 | 51   |
| Lee Ik-Hwan | 5 000 m | 8 min 28 s 2 | 38   |

| Athlète      | Épreuve | Temps        | Rang |
| ------------ | ------- | ------------ | ---- |
| Kim Kui-Chin | 1 500 m | 2 min 36 s 7 | 27   |
| Kim Kui-Chin | 3 000 m | 5 min 29 s 5 | 22   |

### Ski alpin

#### Hommes
| Athlète     | Épreuve      | Manche 1      | Manche 1 | Manche 2      | Manche 2 | Total         | Total |
| Athlète     | Épreuve      | Temps         | Rang     | Temps         | Rang     | Temps         | Rang  |
| ----------- | ------------ | ------------- | -------- | ------------- | -------- | ------------- | ----- |
| Uoe Jae-Sik | Slalom géant | 2 min 45 s 53 | 92       | 2 min 21 s 45 | 83       | 5 min 06 s 98 | 88    |

#### Slalom hommes
| Athlète     | Manche 1    | Manche 1 | Manche 2    | Manche 2 | Finale         | Finale       | Finale         | Finale       | Finale       | Finale       |
| Athlète     | Temps       | Rang     | Temps       | Rang     | Temps Manche 1 | Rang         | Temps Manche 2 | Rang         | Total        | Rang         |
| ----------- | ----------- | -------- | ----------- | -------- | -------------- | ------------ | -------------- | ------------ | ------------ | ------------ |
| Uoe Jae-Sik | Disqualifié | –        | Disqualifié | –        | Non qualifié   | Non qualifié | Non qualifié   | Non qualifié | Non qualifié | Non qualifié |

### Ski de fond

#### Hommes
| Épreuve | Athlète        | Course            | Course |
| Épreuve | Athlète        | Temps             | Rang   |
| ------- | -------------- | ----------------- | ------ |
| 15 km   | Choon-Kie Kim  | 1 h 00 min 04 s 8 | 66     |
| 15 km   | Chong-Ihm Yoon | 58 min 28 s 2     | 62     |
| 30 km   | Choon-Kie Kim  | 2 h 11 min 51 s 3 | 63     |
| 30 km   | Chong-Ihm Yoon | N'a pas terminé   | –      |
| 50 km   | Choon-Kie Kim  | Non partant       | –      |
| 50 km   | Chong-Ihm Yoon | 3 h 27 min 22 s 5 | 47     |

## Référence
- (en) Cet article est partiellement ou en totalité issu de l’article de Wikipédia en anglais intitulé « South Korea at the 1968 Winter Olympics » (voir la liste des auteurs).